# Bart Severijnse
Albertus Gerardus Bernardus (Bart) Severijnse (Amsterdam, 25 oktober 1943) is een Nederlands voetballer die uitkwam voor Ajax, De Volewijckers, PEC en RCH.

## Carrièrestatistieken
| Seizoen         | Club            | Land            | Competitie      | Competitie | Competitie | Beker | Beker | Internationaal | Internationaal | Overig | Overig | Totaal | Totaal |
| Seizoen         | Club            | Land            | Competitie      | Wed.       | Dlp.       | Wed.  | Dlp.  | Wed.           | Dlp.           | Wed.   | Dlp.   | Wed.   | Dlp.   |
| --------------- | --------------- | --------------- | --------------- | ---------- | ---------- | ----- | ----- | -------------- | -------------- | ------ | ------ | ------ | ------ |
| 1961/62         | Ajax            | Nederland       | Eredivisie      | 1          | 0          | –     | 0     | 0              | 0              | 0      | 0      | –      | –      |
| 1962/63         | De Volewijckers | Nederland       | Eredivisie      | 15         | 0          | –     | 0     | 0              | 0              | 0      | 0      | –      | –      |
| 1963/64         | De Volewijckers | Nederland       | Eerste divisie  | –          | –          | –     | 0     | 0              | 0              | 0      | 0      | –      | –      |
| 1964/65         | De Volewijckers | Nederland       | Eerste divisie  | –          | –          | –     | 0     | 0              | 0              | 0      | 0      | –      | –      |
| 1965/66         | De Volewijckers | Nederland       | Eerste divisie  | –          | –          | –     | 0     | 0              | 0              | 0      | 0      | –      | –      |
| 1966/67         | PEC             | Nederland       | Tweede divisie  | –          | 0          | –     | –     | 0              | 0              | 0      | 0      | –      | 0      |
| 1967/68         | PEC             | Nederland       | Tweede divisie  | –          | 1          | –     | 0     | 0              | 0              | 0      | 0      | –      | 1      |
| 1968/69         | PEC             | Nederland       | Tweede divisie  | –          | 0          | 0     | 0     | 0              | 0              | 0      | 0      | –      | 0      |
| 1969/70         | RCH             | Nederland       | Eerste divisie  | –          | –          | –     | 0     | 0              | 0              | 0      | 0      | –      | –      |
| 1970/71         | RCH             | Nederland       | Eerste divisie  | –          | –          | –     | 0     | 0              | 0              | 0      | 0      | –      | –      |
| Carrière totaal | Carrière totaal | Carrière totaal | Carrière totaal | –          | –          | –     | 0     | 0              | 0              | 0      | 0      | –      | –      |

## Erelijst
Ajax
| Internationaal             |    |         |
| International Football Cup | 1× | 1961/62 |